# GP1BB
La glicoproteína Ib (plaquetas), polipéptido beta (GP1BB) también conocido como CD42c (grupo de diferenciación 42c), es una proteína que en los humanos está codificada por el gen GP1BB.

## Función
La glicoproteína plaquetaria Ib (GPIb) es una proteína transmembrana heterodimérica que consta de una cadena alfa de 140 kD unida por disulfuro y una cadena beta de 22 kD. Es parte del sistema del complejo del receptor de glicoproteína Ib-IX-V (GPIb-V-IX) que constituye el receptor del factor von Willebrand (VWF) y media la adhesión plaquetaria en la circulación arterial. La cadena alfa de GPIb proporciona el sitio de unión al VWF, y la GPIb beta contribuye a la expresión superficial del receptor y participa en la señalización transmembrana mediante la fosforilación de su dominio intracelular. Las mutaciones en la subunidad beta de GPIb se han asociado con el síndrome de Bernard-Soulier, el síndrome velocardiofacial y el trastorno de las plaquetas gigantes. El precursor de 206 aminoácidos de GPIb beta se sintetiza a partir de un ARNm de 1,0 kb expresado en plaquetas y megacariocitos. Se ha descrito una proteína de 411 aminoácidos que surge de un transcrito más largo sin empalmar en células endoteliales. Sin embargo, se demostró que otra especie de ARNm de GPIb beta menos abundante de 3,5 kb, expresada en tejidos no hematopoyéticos como el endotelio, el cerebro y el corazón, era el resultado del uso ineficiente de una señal poliA no consensuada dentro de un gen separado (septina 5) ubicado aguas arriba de este gen. En ausencia de poliadenilación de su propio sitio imperfecto, el gen septin 5 usa la señal poliA consenso de este gen.

## Interacciones
Se ha demostrado que GP1BB interactúa con YWHAZ .